# Karl Wilhelm Ferdinand Solger
Karl Wilhelm Ferdinand Solger (Schwedt, 28 de noviembre de 1780 – Berlín, 20 de octubre de 1819) fue un filósofo romántico alemán. Autor de Erwin. Cuatro diálogos sobre lo bello y sobre el arte (1815), Diálogos filosóficos (1817) y Lecciones de estética (1829), es esencialmente en esta última obra, de publicación póstuma, donde Solger desarrolla sus principales ideas sobre estética: pone énfasis en la negatividad del arte, exponiendo que en el arte la idea se revela como proceso dialéctico a través de su negación, proceso por el que accede del objeto a su representación. Para Solger, la experiencia estética representa el fracaso del racionalismo metafísico, de la reconciliación entre finito e infinito, idea que recogerán más tarde Kierkegaard y Schopenhauer.